# European Championships 2022/Teilnehmer (England)
| Gelbes Symbol für Goldmedaillen mit stilisierten Olympischen Ringen | Graues Symbol für Silbermedaillen mit stilisierten Olympischen Ringen | Braundes Symbol für Bronzemedaillen mit stilisierten Olympischen Ringen |
| ------------------------------------------------------------------- | --------------------------------------------------------------------- | ----------------------------------------------------------------------- |
| —                                                                   | —                                                                     | —                                                                       |

Bei den European Championships 2022 in München traten die fünf Tischtennisspieler Großbritanniens für das Team England an.

## Teilnehmer nach Sportarten

### Tischtennis
| Athleten                      | Wettbewerb | Gruppenphase            | Gruppenphase | Vorrunde | Vorrunde | 1. Runde                                      | 1. Runde | 2. Runde                                | 2. Runde      | Achtelfinale  | Achtelfinale  | Viertelfinale | Viertelfinale | Halbfinale    | Halbfinale    | Finale        | Finale        | Rang |
| Athleten                      | Wettbewerb | Gegner                  | Erg.         | Gegner   | Erg.     | Gegner                                        | Erg.     | Gegner                                  | Erg.          | Gegner        | Erg.          | Gegner        | Erg.          | Gegner        | Erg.          | Gegner        | Erg.          | Rang |
| ----------------------------- | ---------- | ----------------------- | ------------ | -------- | -------- | --------------------------------------------- | -------- | --------------------------------------- | ------------- | ------------- | ------------- | ------------- | ------------- | ------------- | ------------- | ------------- | ------------- | ---- |
| Männer                        |            |                         |              |          |          |                                               |          |                                         |               |               |               |               |               |               |               |               |               |      |
| Tom Jarvis                    | Einzel     | Andrei Putuntica        | 3:2          | Freilos  | Freilos  | Lubomír Jančařík                              | 3:4      | ausgeschieden                           | ausgeschieden | ausgeschieden | ausgeschieden | ausgeschieden | ausgeschieden | ausgeschieden | ausgeschieden | ausgeschieden | ausgeschieden | 33   |
| Tom Jarvis                    | Einzel     | Eric Glod               | 3:0          | Freilos  | Freilos  | Lubomír Jančařík                              | 3:4      | ausgeschieden                           | ausgeschieden | ausgeschieden | ausgeschieden | ausgeschieden | ausgeschieden | ausgeschieden | ausgeschieden | ausgeschieden | ausgeschieden | 33   |
| Liam Pitchford                | Einzel     | Freilos                 | Freilos      | Freilos  | Freilos  | Tomáš Polanský                                | 4:1      | Tiago Apolónia                          | 2:4           | ausgeschieden | ausgeschieden | ausgeschieden | ausgeschieden | ausgeschieden | ausgeschieden | ausgeschieden | ausgeschieden | 17   |
| Sam Walker                    | Einzel     | Marko Jevtović          | 3:1          | Freilos  | Freilos  | Jon Persson                                   | 2:4      | ausgeschieden                           | ausgeschieden | ausgeschieden | ausgeschieden | ausgeschieden | ausgeschieden | ausgeschieden | ausgeschieden | ausgeschieden | ausgeschieden | 17   |
| Sam Walker                    | Einzel     | Abdullah Talha Yiğenler | 3:0          | Freilos  | Freilos  | Jon Persson                                   | 2:4      | ausgeschieden                           | ausgeschieden | ausgeschieden | ausgeschieden | ausgeschieden | ausgeschieden | ausgeschieden | ausgeschieden | ausgeschieden | ausgeschieden | 17   |
| Tom Jarvis Sam Walker         | Doppel     | —                       | —            | —        | —        | Tobias Kamph Rasmussen / Martin Buch Andersen | 0:3      | ausgeschieden                           | ausgeschieden | ausgeschieden | ausgeschieden | ausgeschieden | ausgeschieden | ausgeschieden | ausgeschieden | ausgeschieden | ausgeschieden | 17   |
| Liam Pitchford Jonathan Groth | Doppel     | —                       | —            | —        | —        | Fatih Karabaxhak / Filip Mladenovski          | 3:0      | Aleksandar Karakašević / Ľubomír Pištej | 2:3           | ausgeschieden | ausgeschieden | ausgeschieden | ausgeschieden | ausgeschieden | ausgeschieden | ausgeschieden | ausgeschieden | 17   |
| Frauen                        |            |                         |              |          |          |                                               |          |                                         |               |               |               |               |               |               |               |               |               |      |
| Charlotte Bardsley            | Einzel     | Nicole Arlia            | 3:2          | —        | —        | Shao Jieni                                    | 0:4      | ausgeschieden                           | ausgeschieden | ausgeschieden | ausgeschieden | ausgeschieden | ausgeschieden | ausgeschieden | ausgeschieden | ausgeschieden | ausgeschieden | 33   |
| Charlotte Bardsley            | Einzel     | Reelica Hanson          | 3:0          | —        | —        | Shao Jieni                                    | 0:4      | ausgeschieden                           | ausgeschieden | ausgeschieden | ausgeschieden | ausgeschieden | ausgeschieden | ausgeschieden | ausgeschieden | ausgeschieden | ausgeschieden | 33   |
| Tin-Tin Ho                    | Einzel     | Sanne de Hoop           | 3:0          | —        | —        | Sarah De Nutte                                | 4:3      | Sofia Polcanova                         | 1:4           | ausgeschieden | ausgeschieden | ausgeschieden | ausgeschieden | ausgeschieden | ausgeschieden | ausgeschieden | ausgeschieden | 17   |
| Tin-Tin Ho                    | Einzel     | Anna Węgrzyn            | 3:0          | —        | —        | Sarah De Nutte                                | 4:3      | Sofia Polcanova                         | 1:4           | ausgeschieden | ausgeschieden | ausgeschieden | ausgeschieden | ausgeschieden | ausgeschieden | ausgeschieden | ausgeschieden | 17   |
| Tin-Tin Ho Karoline Mischek   | Doppel     | —                       | —            | —        | —        | Solomija Bratejko / Ivana Malobabić           | 3:2      | Barbora Balážová / Hana Matelová        | 0:3           | ausgeschieden | ausgeschieden | ausgeschieden | ausgeschieden | ausgeschieden | ausgeschieden | ausgeschieden | ausgeschieden | 9    |
| Mixed                         |            |                         |              |          |          |                                               |          |                                         |               |               |               |               |               |               |               |               |               |      |
| Tom Jarvis Charlotte Bardsley | Doppel     | —                       | —            | —        | —        | Giorgos Konstantinopoulos / Aikaterini Toliou | 3:0      | Robert Gardos / Sofia Polcanova         | 1:3           | ausgeschieden | ausgeschieden | ausgeschieden | ausgeschieden | ausgeschieden | ausgeschieden | ausgeschieden | ausgeschieden | 17   |
| Liam Pitchford Tin-Tin Ho     | Doppel     | —                       | —            | —        | —        | Freilos                                       | Freilos  | Samuel Kulczycki / Katarzyna Węgrzyn    | 2:3           | ausgeschieden | ausgeschieden | ausgeschieden | ausgeschieden | ausgeschieden | ausgeschieden | ausgeschieden | ausgeschieden | 17   |